# قرعة كأس العالم 2022
تم إجراء قرعة كأس العالم 2022 في 1 أبريل 2022 في مركز المعارض والمؤتمرات في الدوحة، قطر، على الساعة 19:00 بالتوقيت المحلي؛ بالتوقيت العربي القياسي. مهدت الطريق لمرحلة المجموعات. سيتم تقسيم الفرق إلى أربعة أوعية من ثمانية منتخبات، مع اختيار فريق واحد من كل وعاء لتشكيل مجموعة.
بصفتها المستضيفة، تحتل قطر المركز الأول من الوعاء 1، حيث تنضم إليها الفرق السبع الأعلى تصنيفًا في تصنيف فيفا العالمي. تم تخصيص البلدان التي تحتل المراكز من 8 إلى 15 في ترتيب الفرق المؤهلة إلى الوعاء 2، بينما تم وضع التصفيات الأفضل ترتيبًا من 16 إلى 23 في الوعاء 3. وأخيرًا، يشمل الوعاء 4 الفرق المؤهلة في المراكز من 24 إلى 29، بالإضافة إلى ثلاثة عناصر غير معروفين وهم المتأهل من المسار الأول من التصفيات الأوروبية، الفائز في المباراة الفاصلة بين الاتحادات القارية (آسيا ضد أمريكا الجنوبية) والفائز في المباراة الفاصلة بين الاتحادات القارية (أمريكا الشمالية ضد أوقيانوسيا). استمر وضع المضيفين في الوعاء 1 ومعاملتهم كفريق مصنف، وبالتالي تألف الوعاء الأول من قطر المضيفة والفرق السبعة الأعلى تصنيفًا التي تأهلت للبطولة. يبدأ تسلسل السحب بالوعاء 1 وينتهي بالوعاء 4.
لا يمكن أن يقع منتخبان من نفس التصنيف في المجموعة نفسها كما لا يمكن لمنتخبين من نفس القارة أن يتواجها في هذا الدور باستثناء أوروبا.

## القرعة
تم تصنيف الفرق باستخدام تصنيف فيفا العالمي لشهر مارس 2022 (الموضحة بين قوسين)، والذي تم نشرها يوم 31 مارس 2022.
| وعاء 1 | وعاء 2 | وعاء 3 | وعاء 4 |
| --- | --- | --- | --- |
| قطر (51) (المضيف) · البرازيل (1) · بلجيكا (2) · فرنسا (3) · الأرجنتين (4) · إنجلترا (5) · إسبانيا (7) · البرتغال (8) | المكسيك (9) · هولندا (10) · الدنمارك (11) · ألمانيا (12) · الأوروغواي (13) · سويسرا (14) · الولايات المتحدة (15) · كرواتيا (16) | السنغال (20) · إيران (21) · اليابان (23) · المغرب (24) · صربيا (25) · بولندا (26) · كوريا الجنوبية (29) · تونس (35) | الكاميرون (37) · كندا (38) · الإكوادور (46) · السعودية (49) · غانا (60) · المسار الأول (التصفيات الأوروبية) · المباراة الفاصلة (آسيا ضد أمريكا الجنوبية) · المباراة الفاصلة (أمريكا الشمالية ضد أوقيانوسيا) |

### النتيجة
| المرتبة | المنتخب   |
| ------- | --------- |
| 1       | قطر       |
| 2       | هولندا    |
| 3       | السنغال   |
| 4       | الإكوادور |

| المرتبة | المنتخب          |
| ------- | ---------------- |
| 1       | إنجلترا          |
| 2       | الولايات المتحدة |
| 3       | إيران            |
| 4       | ويلز             |

| المرتبة | المنتخب   |
| ------- | --------- |
| 1       | الأرجنتين |
| 2       | المكسيك   |
| 3       | بولندا    |
| 4       | السعودية  |

| المرتبة | المنتخب  |
| ------- | -------- |
| 1       | فرنسا    |
| 2       | أستراليا |
| 3       | الدنمارك |
| 4       | تونس     |

| المرتبة | المنتخب   |
| ------- | --------- |
| 1       | إسبانيا   |
| 2       | ألمانيا   |
| 3       | اليابان   |
| 4       | كوستاريكا |

| المرتبة | المنتخب |
| ------- | ------- |
| 1       | بلجيكا  |
| 2       | كرواتيا |
| 3       | المغرب  |
| 4       | كندا    |

| المرتبة | المنتخب   |
| ------- | --------- |
| 1       | البرازيل  |
| 2       | سويسرا    |
| 3       | صربيا     |
| 4       | الكاميرون |

| المرتبة | المنتخب        |
| ------- | -------------- |
| 1       | البرتغال       |
| 2       | الأوروغواي     |
| 3       | كوريا الجنوبية |
| 4       | غانا           |